# NGC 1265
NGC 1265 је елиптична галаксија у сазвежђу Персеј која се налази на NGC листи објеката дубоког неба.
Деклинација објекта је + 41° 51' 28" а ректасцензија 3h 18m 15,8s. Привидна величина (магнитуда) објекта NGC 1265 износи 12,2 а фотографска магнитуда 13,2. NGC 1265 је још познат и под ознакама UGC 2651, MCG 7-7-52, CGCG 540-88, 3C 83.1, PGC 12287.